# Thần Tú
Thần Tú (zh. shénxiù 神秀, ja. jinshū), ~ 605-706, cũng được gọi là Ngọc Tuyền Thần Tú, là một thiền sư Trung Quốc, một trong những môn đệ xuất sắc của Ngũ tổ Hoằng Nhẫn. Theo truyền thuyết, sư thua cuộc trong việc chọn người nối pháp của Hoằng Nhẫn và Huệ Năng được truyền y bát. Sư vẫn tự xem mình là người nối pháp của Hoằng Nhẫn và sáng lập Bắc tông thiền, một dòng thiền vẫn còn mang đậm sắc thái Ấn Độ với bộ kinh Nhập Lăng-già làm căn bản.
Sư thuở nhỏ đã thông minh hơn người. Ban đầu, sư học Nho giáo nhưng không hài lòng, sau đó (năm 46 tuổi) đến núi Hoàng Mai nhập hội của Hoằng Nhẫn. Nơi đây, sư là môn đệ xuất sắc của Ngũ tổ (Sử sách có ghi lại tên của 11 người đệ tử của Hoằng Nhẫn đã giáo hoá danh tiếng). Sau khi Hoằng Nhẫn viên tịch, sư rời Hoàng Mai và đi du phương gần 20 năm. Sau, khi Vũ Hậu là Võ Tắc Thiên mời đến kinh đô, sư chần chừ rồi nhận lời. Nơi đây, sư giáo hoá rất nhiều người, danh tiếng lừng lẫy.
Năm Thần Long thứ hai (706), sư viên tịch. Vua sắc phong là Đại Thông Thiền sư. Đến giữa thế kỉ 8, vương triều công nhận sư là người thừa kế Ngũ tổ, nhưng dòng Thiền của sư tàn lụi sau vài đời, có lẽ vì liên hệ chính trị nhiều với vương triều.